# 芦芳生
芦 芳生（ルー・ファンシェン、1978年11月5日 - ）は、中華人民共和国の俳優。国籍は日本。

## 来歴
1978年11月5日、上海市に生まれる。小学校卒業まで大連市で過ごす。父親が交換教授として九州国際大学で教鞭をとるため、日本へ移住。中学、高校、大学時代を含め、約11年間日本で過ごす。千葉大学経済学部を卒業して、就職活動中にスカウトされ、半年間芸能レッスンを受ける。芝居にハマったため、就職先の内定を辞退し、北京電影学院の演劇試験を受け、入学する。卒業した後、演劇研究科に進学。
2001年、ドラマ『愛在北京』に出演し、芸能界デビュー。2011年、ドラマ『永不磨滅的番號』で初めて日本軍人役を演じ、その年のYoukuドラマ盛典最優秀助演男優賞を受賞。同年には、グランドオペラフェスティバルで最優秀助演男優賞も受賞している。
2017年、『花と将軍〜Oh My General〜』で初めて皇帝役（宋仁宗）を演じる。同年のファンタジードラマ『海上牧雲記 〜3つの予言と王朝の謎』では端明帝・牧雲勤を演じる。2018年、ネット配信ミステリードラマ『長安二十四時』で唐の宰相姚崇の孫の姚汝能を演じる。2020年6月、小説を原作としたドラマ『隠秘的角落』に出演。

## 人物
- 中学時代、『ランボー』の影響で、トレーニングを始め、柔道部に入った。
- 大学時代は登山サークル所属。
- 日本語が堪能のため、中国ドラマで日本人役を演じる機会が多い[2]。
- 趣味は登山、スキーなど[1]。

## 出演

### 映画
- 陸小鳳伝奇之鳳舞九天（2006年5月22日公開） - 岳洋 役
- 1980年代的愛情（2015年9月11日公開） - 関波雨 役
- コーヒー風暴 咖啡風暴（2017年12月30日公開） - 任飛 役
- 六人の犯人 六個兇手（2018年公開）

### テレビドラマ・配信ドラマ
- 愛在北京（2001年） - 王道明 役
- 秋潮向晩天（2002年） - 関俊傑 役
- 瑞雪飄飄（2003年2月19日） - 劉明 役
- 海上伝奇（2005年） - 阿林 役
- 追夢（2008年） - 章雲之 役
- 醉顔紅塵（2008年9月19日） - 孟沢天 役
- 家在洹上（2009年2月27日） - 小林五治 役
- 雪豹（2010年7月20日） - 孫鑫璞 役
- 遠去的飛鷹（2011年2月2日） - 山本 役
- 永不磨滅的番號（2011年6月27日） - 山下奉武 役
- 将軍日記（2011年10月8日） - 裘彪 役
- 黒狐（2011年10月10日） - 松本弥二 役
- 女人的顔色（2012年6月27日） - 王進 役
- 中国騎兵（2012年9月20日） - 西村秀郎 役
- 歧路兄弟（2012年12月22日） - 林猛 役
- 獨狼（2013年3月23日） - 浅野正二 役
- 抹布女也有春天（2013年9月2日） - 林楓 役
- 咱們結婚吧（2013年11月6日） - 自由男 役
- 天使艾美麗（2013年11月28日） - 葛翺 役
- 甜蜜都市（2014年） - 温俊傑 役
- 我和我的伝奇奶奶（2014年2月28日） - 李冬青 役
- 幸福從天而降（2014年6月5日） - 韓向東 役
- 第二次人生（2014年11月10日） - 姜向晨 役
- 最後の戦士（2016年5月19日） - 石風 役
- 戦火紅顔（2016年10月18日） - 宋鵬程 役
- 剃刀辺縁（2017年3月20日） - 松沢原治 役
- 花と将軍〜Oh My General〜 将軍在上（2017年10月25日） - 宋仁宗 役
- 海上牧雲記 〜3つの予言と王朝の謎 九州・海上牧雲記（2017年11月21日） - 牧雲勤 役[6]
- 愛国者（2018年6月9日） - 岸谷雄一 役
- 長安二十四時 長安十二時辰（2019年6月27日） - 姚汝能 役[7]
- 心霊法医（2019年11月18日） - 丁春秋 役
- 隠秘的角落（2020年6月16日） - 葉軍 役[8]